# Astragalus sphaerophysa
Astragalus sphaerophysa är en ärtväxtart som beskrevs av Grigorij Silych Karelin och Ivan Petrovich Kirilov. Astragalus sphaerophysa ingår i släktet vedlar, och familjen ärtväxter. Inga underarter finns listade i Catalogue of Life.